# Unobtainium
Unobtainium este un termen folosit în ficțiune, inginerie și în situații comune pentru un material ideal pentru o anumită aplicație, dar greu de obținut. Unobtainium se referea inițial la materiale care nu există deloc, dar poate fi folosit și pentru a descrie materiale reale care nu sunt disponibile din cauza rarității extreme sau a costului. Mai rar, poate însemna un dispozitiv cu proprietăți de inginerie dezirabile pentru o aplicație care este extrem de dificil sau imposibil de realizat.
Proprietățile oricărui exemplu particular de unobtainium depind de utilizarea prevăzută. De exemplu, un scripete făcut din unobtainium ar putea fi fără masă și fără frecare. Dar pentru o rachetă nucleară , unobtainiul ar putea avea calitățile necesare de ușurință, rezistență la temperaturi ridicate și rezistență la deteriorarea radiațiilor; o combinație a tuturor celor trei calități este imposibilă cu materialele de astăzi. Conceptul de unobtainium este adesea aplicat cu mâna fluturând , cu umor sau cu umor.
Cuvântul „ unobtainium ” derivă în mod umoristic din „ neobtainable ”, cu -ium , un sufix pentru numele elementelor chimice . Este anterior numelor de elemente sistematice care sună similar , cum ar fi ununennium . O ortografie alternativă, unobtanium , este uneori folosită, prin analogie cu numele elementelor reale precum titanul și uraniul .
Originea ingineriei
Editați | ×
Încă de la sfârșitul anilor 1950, inginerii aerospațiali au folosit termenul „unobtainium” atunci când se referă la materiale neobișnuite sau costisitoare, sau când consideră teoretic un material perfect pentru nevoile lor din toate punctele de vedere, cu excepția faptului că nu există.
Unobtainium, n. O substanță care are exact proprietățile de testare ridicate necesare pentru o piesă hardware sau alt element de utilizare, dar care nu poate fi obținută fie pentru că teoretic nu poate exista, fie pentru că tehnologia este insuficient de avansată pentru a o produce. Umoristic sau ironic.
—  Listat în „Glosarul interimar, termeni aerospațiali”, așa cum a fost compilat de Woodford Heflin și publicat în februarie 1958 de Universitatea Aeriană a Forțelor Aeriene din SUA. [1]
Până în anii 1990, termenul a fost utilizat pe scară largă, chiar și în lucrările formale de inginerie precum „Spre unobtainium [noi materiale compozite pentru aplicații spațiale]”. 
Cuvântul „unobtainium” ar fi fost inventat în industria aerospațială pentru a se referi la materiale capabile să reziste la temperaturile extreme așteptate la reintrare .  Inginerii aerospațiali sunt adesea tentați să proiecteze aeronave care necesită piese cu rezistență sau rezistență peste cea a materialelor disponibile în prezent.
Mai târziu, „unobtainium” a devenit un termen de inginerie pentru materiale practice care există cu adevărat, dar sunt greu de obținut. [4] De exemplu, în timpul dezvoltării avionului spion SR-71 Blackbird , inginerii Lockheed de la „ Skunk Works ” sub conducerea lui Clarence „Kelly” Johnson au folosit „unobtainium” ca disfemism pentru titan . Titanul a permis un raport rezistență-greutate mai mare la temperaturile ridicate pe care le atingea Blackbird, dar disponibilitatea sa a fost limitată deoarece Uniunea Sovietică îi controla aprovizionarea. Acest lucru a creat o problemă pentru SUA în timpul Războiului Recedeoarece Blackbird necesita cantități uriașe de titan (și avioanele militare americane ulterioare, cum ar fi avioanele de luptă F-15, F-18 și F-22 și bombardierul B-1 au necesitat și cantități relativ mari din acesta).
Popularizarea contemporană
Unobtainium a început să fie folosit în rândul oamenilor care nu sunt nici fani de science fiction, nici ingineri pentru a desemna un obiect care există de fapt, dar care este foarte greu de obținut fie din cauza prețului ridicat (uneori denumit „unaffordium”) sau a disponibilității limitate. De obicei se referă la un produs de ultimă generație și de dorit. În anii 1970, termenul a migrat din industria aerospațială la cultura auto și motocicletă din California de Sud și a început să apară în publicațiile din industrie, cum ar fi reclamele timpurii pentru mânerele de motociclete Oakley.
Alte exemple sunt casetele din spate în comunitatea ciclismului montan,piese care nu mai sunt disponibile pentru pasionații de mașini vechi, piese pentru casetofone audio bobină la bobină și tuburi cu vid rare, cum ar fi 1L6 sau WD-11 care acum pot costa mai mult decât echipamentele în care au fost montate .  Compania de ochelari și îmbrăcăminte de modă Oakley, Inc. desemnează, de asemenea, frecvent materialul folosit pentru multe dintre nasurile și căștile lor pentru ochelari, care are proprietatea neobișnuită de a crește aderența și, prin urmare, aderența atunci când este umed, ca unobtaniu. 
Până în 2010, termenul a fost folosit în știrile principale pentru a descrie elementele pământurilor rare utile comercial (în special terbiu, erbiu, disprosiu, ytriu și neodim), care sunt esențiale pentru performanța electronicelor de larg consum și a tehnologiei ecologice , dar ale căror proiectate cererea depășește cu mult oferta lor actuală. 
Au existat încercări repetate de a atribui numele unui material real. Cercetarea cu liftul spațial a folosit mult timp „unobtainium” pentru a descrie un material cu caracteristicile necesare,  dar nanotuburile de carbon ar putea avea aceste caracteristici. 
Operă științifico-fantastică

O bucată din valorosul „unobtanium” de la Avatar
Unobtainium a fost menționat pe scurt în cartea lui David Brin din 1983 Startide Rising și joacă un rol în filmul din 2003 The Core [18] și în filmul din 2009 Avatar. 
Termeni similari
Termenul handwavium (care sugerează handwaving ) este un alt termen pentru acest material ipotetic, la fel ca raritanium și hardtofindium. 
Termenul eludium a fost folosit pentru a descrie un material care a „eludat” încercărilor de a-l dezvolta, varianta ortografică iludium derivată din „iluzie”. Acest lucru a fost menționat în mai multe desene animate Looney Tunes , în care Marvin Marțianul a încercat (fără succes) să folosească „Eludium Q-36 Explosive Space Modulator” pentru a arunca în aer Pământul.
Un alt termen în mare parte sinonim este wishalloy,  deși sensul este adesea subtil diferit prin faptul că un wishalloy de obicei nu există deloc, în timp ce unobtainium poate fi pur și simplu indisponibil.
Un material conceptual similar în alchimie este piatra filosofală , o substanță mitică cu capacitatea de a transforma plumbul în aur sau de a conferi nemurire și tinerețe . Deși căutarea pentru a găsi o astfel de substanță nu a avut succes, a dus la descoperirea unui nou element: fosforul.